# 찰라르 쇠윈쥐
찰라르 쇠윈쥐(튀르키예어: Çağlar Söyüncü, 1996년 5월 23일 ~ )는 튀르키예의 축구선수로 포지션은 수비수다. 쉬페르리그의 페네르바흐체와 튀르키예 축구 국가대표팀에서 뛰고 있다.

## 클럽 경력

### 오르두 SK
2014년에 오르두 SK에서 뛰기 시작했고, 오르두에 2015-16 시즌 동안 베식타시 JK, 갈라타사라이 SK, 세비야 FC와 연락이 닿으면서 주목받았지만, 자신의 나이, 커리어와 발전을 위해 분데스리가를 택했다.

### SC 프라이부르크
2016년 5월 24일, 저번 시즌에 우승해 분데스리가로 승격한 SC 프라이부르크에 들어갔다. 2016년 8월 28일, 헤르타 BSC와의 원정 경기에서 선발 출전해 분데스리가에 데뷔했다. 시즌 중간 이적시장을 통해 릴 OSC, AS 로마, 비야레알 CF의 관심을 받았다. 맨체스터 시티 또한 쇠윈쥐에 대한 관심이 있다고 보도됐다.

### 레스터 시티
2018년 8월 9일, 프리미어리그의 레스터 시티와 5년 계약을 맺었다.

### 아틀레티코 마드리드
2023년 7월 5일, 라리가의 아틀레티코 마드리드와 4년 계약을 맺었다.

## 국가대표 경력
2015년 11월, 세르다르 아지즈의 부상 때문에 국가대표팀에 부름을 받았다. 2015년 11월 17일, 그리스와의 친선 경기에서 교체 명단에는 들었지만, 출전 기회를 잡지는 못했다.
2016년 3월 24일, 스웨덴과의 친선 경기에서 후반 94분 오잔 투반과 교체 출전했다. 2016년 9월 1일, 러시아와의 친선 경기에서는 선발 출전했고, 러시아와 0-0으로 득점없이 비겼다.
2018년 7월 1일, 튀니지와의 친선 경기에서 선발 출전해 후반 90분에 득점까지 성공해 튀니지와 2-2로 비겼다.